# 𧒽崗站
𧒽崗站是广佛地铁的车站，也是南海有轨电车1号线的西端终点站，位於中国广东省佛山市南海区桂城街道桂澜路夏平西路口的地底。地铁车站在2010年11月3日随广佛地铁通车而启用，有轨电车车站则于2021年8月18日随南海有轨电车1号线首通段开通而启用。
本站在规划时已设计连通广佛线和南海有轨电车1号线两站的付費區換乘通道，但所在位置现时被邻近的商场地下室占用而未能建設；而已建成的地铁车站A口与有轨车站B口的通道较为狭窄，无法再划分出付费区，因此乘客只能出闸后通过该通道换乘，且需重新进行安检。现时运营方也未设有虚拟换乘等措施，因此在此站换乘，都将被视作两个车程，车费也不获连续计算。

## 车站结构

### 广佛线车站

#### 车站楼层
本站共有兩層。地面為桂澜路、夏平西路及其它建築；地下一層為廣佛线站廳；地下二層為廣佛线站台層。
| 地下一层 | 站廳     | 售票機、客服中心、警务室、商店、安检设施 非付费区通道前往 █南海有轨1号线 |  |  |
| 地下二层 | 2 站台   | █广佛线 新城東方向（下站：南桂路）                                       |  |  |
|          | 岛式站台 |                                                                          |  |  |
|          | 1 站台   | █广佛线 沥滘方向（下站：千燈湖）                                         |  |  |

#### 站廳
为方便行人进出，广佛线𧒽崗站站厅中部东侧被划分为收费区，站厅收费区内设有一台专用电梯、三条扶手电梯和一组楼梯供乘客前往车站月台。
本站設有便利店和面包糕饼店，亦设有自动售卡/充值机等设施。

#### 月台

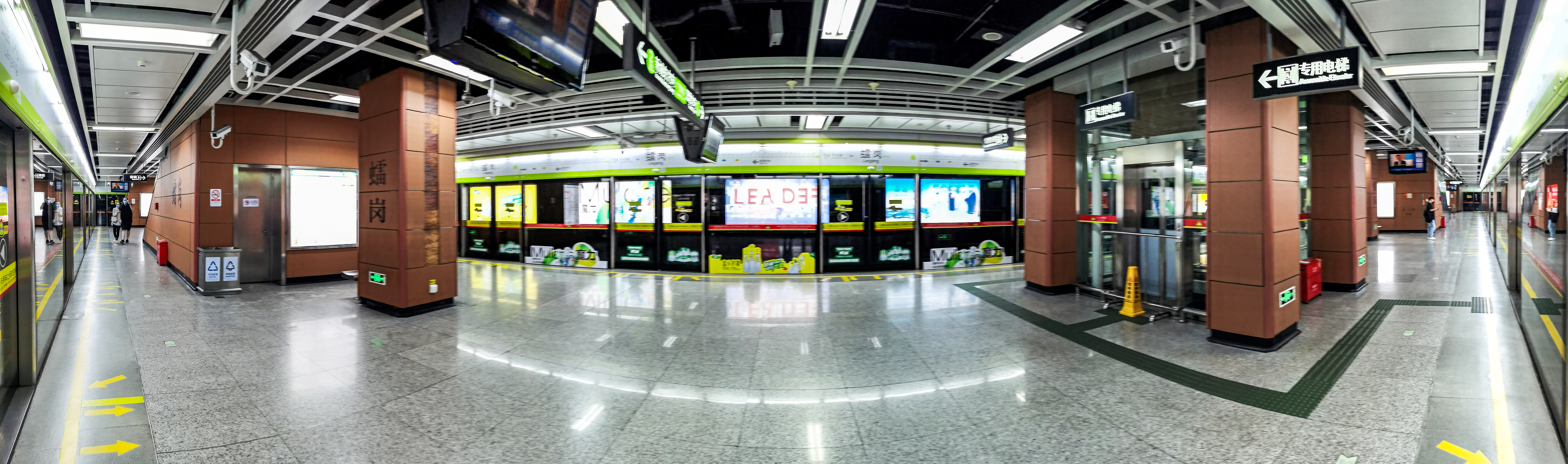
广佛线2號月台全景图

广佛线车站設有一個島式月台，位於桂澜路地底。
另外，本站站台北端设有一条单渡线。

#### 出入口
广佛线车站目前设有4个出入口供乘客进出。其中原D出入口于2014年1月22日开通；2016年1月28日开通C2口，原D口更名为C1口。而A出口曾于2021年11月16日至2022年4月29日为配合建设连接有轨电车车站的换乘通道而暂时关闭。
|                                                     |                                                           |      |          |                                                          |
| 編號                                                | 无障碍设施                                                | 图片 | 出口指示 | 建議前往的目的地                                         |
| A                                                   | 盲道标志 · 扶手电梯标志                                   |      | 桂澜路   | 夏平西路、𧒽崗地铁站公交车站（北行）、南海有轨电车1号线  |
| B                                                   | 盲道标志 · 轮椅升降台标志 · 无障碍通道标志 · 扶手电梯标志 |      | 桂澜路   | 𧒽崗地铁站公交车站（北行）                               |
| C1                                                  | 盲道标志 · 扶手电梯标志                                   |      | 桂澜路   | 夏平西路                                                 |
| C2                                                  | 盲道标志 · 扶手电梯标志                                   |      | 桂澜路   | 佛平二路、夏平西路、桂澜路（家天下广场）公交车站（南行） |
| 註： 設有 \| 設有 \| 設有輪椅升降台 \| 設有扶手電梯 |                                                           |      |          |                                                          |

### 南海有轨1号线车站

#### 车站楼层
| 地下一层 | 北站厅   | 售票機、客服中心、安检设施、洗手间 非付费区通道前往 █广佛线 |  |  |
|          | 侧式站台 |                                                             |  |  |
|          | 1 站台   | █南海有轨1号线 林岳东方向（下站：华翠路）                   |  |  |
|          | 2 站台   | █南海有轨1号线 林岳东方向（下站：华翠路）                   |  |  |
|          | 侧式站台 |                                                             |  |  |
|          | 南站厅   | 售票機、客服中心、安检设施                                  |  |  |
| 地下二层 | 联络通道 | 付费区来往两侧站台                                          |  |  |

#### 站厅
南海有轨1号线𧒽岗站因月台布置而设有南北两个站厅，两个站厅之间通过地下二层的付费区联络通道连接。
值得一提的是，本站站厅设有陶瓷文化艺术墙，展示了南海区地标建筑千灯湖和𧒽岗公园。

#### 站台
南海有轨电车1号线设有两个侧式站台，位于夏平西路、河涌北侧的地底。北站厅（1号站台）设有卫生间。
本站月台东端設有一組交叉渡線，供南海有轨1号线所有列车進行站前折返。地铁方面不定期轮换两个站台使用，另一个站台则作为备用站台。目前使用2号站台上落客，乘客在南1线和广佛线之间换乘时，需通过车站地下二层的通道来往北站厅和2号站台。

#### 出入口
有轨电车车站目前设有4个出入口供乘客进出。
|                                           |                                                       |      |          |                                                |
| 編號                                      | 无障碍设施                                            | 图片 | 出口指示 | 建議前往的目的地                               |
| 南站廳                                    |                                                       |      |          |                                                |
| A                                         | 升降机标志 · 扶手电梯标志 · 盲道标志 · 无障碍通道标志 |      | 夏平西路 | 桂澜路、夏平路桂澜路口公交站                   |
| D                                         | 盲道标志 · 扶手电梯标志                               |      | 夏平西路 | 金色领域、中海万锦东苑                         |
| 北站廳                                    |                                                       |      |          |                                                |
| B                                         |                                                       |      | 夏平西路 | 桂澜路、广佛线𧒽岗站、𧒽岗地铁站公交站（北行） |
| C                                         | 盲道标志 · 无障碍通道标志 · 扶手电梯标志              |      | 夏平西路 | 中海寰宇天下                                   |
| 註： 設有 \| 設有 \| 設有 \| 設有扶手電梯 |                                                       |      |          |                                                |

## 接駁交通
| 公交 \| 编号 \| 编号 \| 线路 \| 线路 \| 线路 \| 收费 \| 运营商 \| 备注 \| \| ---- \| ------- \| ---------------------- \| ---------------------- \| ---------------------------- \| ---------------------- \| ---------------------- \| -------------------------------- \| \| \| 119 \| 夏西村委 \| ⇆ \| 岭南酒文化博物馆（南风古灶） \| 2元 \| 粤运一分 \| \| \| \| 176 \| 智慧新城 \| ⇆ \| 桂城益禾公寓 \| 2元 \| 禅南公交 \| \| \| \| 205 \| 南海公交总站 \| ⇆ \| 罗村光明花半里 \| 4元 \| 佛广桂城 \| \| \| \| 佛279 \| （佛山）桂城地铁站 \| ⇆ \| （广州）大坦沙（市1中） \| 4元 \| 佛广桂城 \| \| \| \| G6 \| 新三中公交枢纽站 \| ⇆ \| 中海锦城 \| 2元 \| 佛广桂城 \| 原 桂23、174 \| \| \| H12 \| 桂城员工村 \| ↺ \| 桂城员工村 \| 2元 \| 佛广桂城 \| \| \| \| 桂04 \| 桂城员工村 \| ⇆ \| 平洲江滨公园 \| 2元 \| 佛广桂城 \| \| \| \| 桂13 \| 夏西村委 \| ⇆ \| 星晖园 \| 2元 \| 佛广桂城 \| \| \| \| 桂16 \| 时代富锦 \| ⇆ \| 金域蓝湾南 \| 2元 \| 佛广桂城 \| \| \| \| 桂20 \| 中海寰宇天下花园 \| ⇆ \| 金色诚悦花园 \| 2元 \| 佛广桂城 \| 经宝华村、罗芳村 \| \| \| 桂27 \| 万达广场公交总站 \| ⇆ \| 世纪莲公交枢纽站 \| 2元 \| 佛广桂城 \| \| \| \| 桂32 \| 万达广场公交总站 \| ⇆ \| 环岛南路隧道东 \| 2元 \| 佛广桂城 \| \| \| \| K203 \| 南海快线枢纽中心 \| ⇆ \| 丹灶汽车客运站 \| 4元 \| 佛广高新 \| 原 丹灶快线、南海快8 \| \| \| 西樵快 \| 已于2023年11月20日停办 \| 已于2023年11月20日停办 \| 已于2023年11月20日停办 \| 已于2023年11月20日停办 \| 已于2023年11月20日停办 \| 已于2023年11月20日停办 \| \| \| 夜经济1 \| 丽日豪庭 \| ⇆ \| 地铁金融高新区站 \| 5元 \| 佛汽公交 \| 逢广佛地铁临时延长服务时间时停办 \| |         |                        |                        |                              |                        |                        |                                  |
| 编号 | 编号    | 线路                   | 线路                   | 线路                         | 收费                   | 运营商                 | 备注                             |
| | 119     | 夏西村委               | ⇆                      | 岭南酒文化博物馆（南风古灶） | 2元                    | 粤运一分               |                                  |
| | 176     | 智慧新城               | ⇆                      | 桂城益禾公寓                 | 2元                    | 禅南公交               |                                  |
| | 205     | 南海公交总站           | ⇆                      | 罗村光明花半里               | 4元                    | 佛广桂城               |                                  |
| | 佛279   | （佛山）桂城地铁站     | ⇆                      | （广州）大坦沙（市1中）      | 4元                    | 佛广桂城               |                                  |
| | G6      | 新三中公交枢纽站       | ⇆                      | 中海锦城                     | 2元                    | 佛广桂城               | 原 桂23、174                     |
| | H12     | 桂城员工村             | ↺                      | 桂城员工村                   | 2元                    | 佛广桂城               |                                  |
| | 桂04    | 桂城员工村             | ⇆                      | 平洲江滨公园                 | 2元                    | 佛广桂城               |                                  |
| | 桂13    | 夏西村委               | ⇆                      | 星晖园                       | 2元                    | 佛广桂城               |                                  |
| | 桂16    | 时代富锦               | ⇆                      | 金域蓝湾南                   | 2元                    | 佛广桂城               |                                  |
| | 桂20    | 中海寰宇天下花园       | ⇆                      | 金色诚悦花园                 | 2元                    | 佛广桂城               | 经宝华村、罗芳村                 |
| | 桂27    | 万达广场公交总站       | ⇆                      | 世纪莲公交枢纽站             | 2元                    | 佛广桂城               |                                  |
| | 桂32    | 万达广场公交总站       | ⇆                      | 环岛南路隧道东               | 2元                    | 佛广桂城               |                                  |
| | K203    | 南海快线枢纽中心       | ⇆                      | 丹灶汽车客运站               | 4元                    | 佛广高新               | 原 丹灶快线、南海快8             |
| | 西樵快  | 已于2023年11月20日停办 | 已于2023年11月20日停办 | 已于2023年11月20日停办       | 已于2023年11月20日停办 | 已于2023年11月20日停办 | 已于2023年11月20日停办           |
| | 夜经济1 | 丽日豪庭               | ⇆                      | 地铁金融高新区站             | 5元                    | 佛汽公交               | 逢广佛地铁临时延长服务时间时停办 |

## 利用状况
本站周边有不少小区楼盘和购物商场，车站西侧亦为北约村，因此有较大的客流量。

## 历史
2002年廣佛地鐵的走向初步確定，当时被称为𧒽岗公园站的𧒽岗站確定為廣佛地鐵佛山段的其中一個中途站。2008年，本站更名为𧒽岗站。
2010年10月28、29日，地铁车站隨廣佛地鐵首通段全線開放給廣佛兩市的市民進行試乘；同年11月3日下午2時，本站隨廣佛地鐵开通而啟用。
2021年8月18日，有轨电车车站随南海有轨电车1号线开通而启用。由于有轨1号线首通段开通后为独立收费，在后通段开通后才接入广佛地铁线网实现统一计费，故广佛线至今仍未标示本站与南海有轨电车1号线换乘，仅在报站时的去往某地环节提及。
2022年4月25日，连接有轨电车𧒽岗站B口和地铁𧒽岗站A口的地下换乘通道通过验收；4月30日，换乘通道正式对外开放。

## 站名用字
中國大陸現行規範漢字沒有“𧒽”字。“𧒽”字粵拼為leoi1（“雷”的陰平声），而普通話讀音為léi（音同“雷”），屬於CJK漢字擴充B區字，編碼274BD。而國家語言文字工作委員會與教育部建議發布的《通用規範漢字表（征求意见稿）》中收錄了此字，編號為8221，但該字在正式版中被刪除。
同時，由於地铁的现有电脑系统因无法显示本字，因此售票机和查询系统均显示站名为“虫雷岗”或「礌岗」。加上2010年电脑字库没有“𧒽”字，故车站内的站牌为地铁公司特意在电脑造字而成。
“𧒽”學名作「黃沙蜆」，是珠江三角洲一帶的一種雙殼類的河鮮，形狀像蜆或花蛤，但比蚬大而坚厚而比蚌小而浑圆，大小與蠔相當。

## 未来发展
南海区有计划将有轨1号线由𧒽岗向西延伸1公里，使其与佛山地铁3号线接驳。一旦该计划落实并建成，本站将改为有轨1号线的中途站。